# Laura Cordani
Laura Cordani (* im 20. Jahrhundert) ist eine san-marinesische Fußballschiedsrichterassistentin.
Cordani ist Schiedsrichterassistentin im san-marinesischen Fußball, unter anderem in der Campionato Sammarinese di Calcio.
Seit 2022 steht sie auf der Liste der FIFA-Schiedsrichter und ist bei internationalen Fußballspielen im Einsatz. Cordani war bzw. ist Schiedsrichterassistentin in der Women’s Champions League, in der Women’s Nations League, in der Youth League sowie bei diversen Qualifikations- und Freundschaftsspielen.
Bei der U-17-Europameisterschaft 2023 in Estland war Cordani an der Leitung von vier Spielen beteiligt, darunter bei drei Gruppenspielen sowie im ersten Halbfinale zwischen Spanien und England (3:1).